# Liste des monuments historiques de Tarn-et-Garonne
Cet article recense les monuments historiques de Tarn-et-Garonne, en France.
- Pour les monuments d'Auvillar, voir la liste des monuments historiques d'Auvillar
- Pour les monuments de Montauban, voir la liste des monuments historiques de Montauban

## Statistiques
Au 30 juillet 2025, le département de Tarn-et-Garonne compte 296 édifices comportant au moins une protection au titre des monuments historiques, dont 104 sont classés et 200 sont inscrits. Le total des monuments classés et inscrits est supérieur au nombre total de monuments protégés car plusieurs d'entre eux sont à la fois classés et inscrits.
- Haut – A
- B
- C
- D
- E
- F
- G
- H
- I
- J
- K
- L
- M
- N
- O
- P
- Q
- R
- S
- T
- U
- V
- W
- X
- Y
- Z

## Liste
| Monument                                                              | Commune                    | Adresse                                           | Coordonnées                                       | Notice                                            | Protection                                        | Date                                              | Illustration                                                         |
| --------------------------------------------------------------------- | -------------------------- | ------------------------------------------------- | ------------------------------------------------- | ------------------------------------------------- | ------------------------------------------------- | ------------------------------------------------- | -------------------------------------------------------------------- |
| Chapelle Saint-Jean-Baptiste d'Aucamville                             | Aucamville                 |                                                   | 43° 48′ 02″ nord, 1° 14′ 04″ est                  | « PA00095912 »                                    | Inscrit                                           | 1990                                              | Chapelle Saint-Jean-Baptiste d'Aucamville                            |
| Église Saint-Martin d'Aucamville                                      | Aucamville                 |                                                   | 43° 48′ 10″ nord, 1° 12′ 54″ est                  | « PA00095677 »                                    | Inscrit                                           | 1926                                              | Église Saint-Martin d'Aucamville                                     |
|                                                                       | Auvillar                   | Voir liste des monuments historiques d'Auvillar   | Voir liste des monuments historiques d'Auvillar   | Voir liste des monuments historiques d'Auvillar   | Voir liste des monuments historiques d'Auvillar   | Voir liste des monuments historiques d'Auvillar   | Voir liste des monuments historiques d'Auvillar                      |
| Château de Lamotte-Bardigues                                          | Bardigues                  |                                                   | 44° 02′ 25″ nord, 0° 53′ 03″ est                  | « PA00095704 »                                    | Classé Inscrit Classé                             | 1973 1999                                         | Château de Lamotte-Bardigues                                         |
| Temple protestant de Barry-d'Islemade                                 | Barry-d'Islemade           | 210, rue Pierre-Delours                           | 44° 04′ 17″ nord, 1° 16′ 35″ est                  | « PA82000036 »                                    | Inscrit                                           | 2015                                              | Temple protestant de Barry-d'Islemade                                |
| Église Notre-Dame-de-l'Assomption de Beaumont-de-Lomagne              | Beaumont-de-Lomagne        |                                                   | 43° 53′ 02″ nord, 0° 59′ 18″ est                  | « PA00095705 »                                    | Classé                                            | 1843                                              | Église Notre-Dame-de-l'Assomption de Beaumont-de-Lomagne             |
| Ferme d'Endivalot                                                     | Beaumont-de-Lomagne        |                                                   | 43° 52′ 03″ nord, 0° 58′ 58″ est                  | « PA82000024 »                                    | Inscrit                                           | 2008                                              | Image manquante Téléverser                                           |
| Halle de Beaumont-de-Lomagne                                          | Beaumont-de-Lomagne        |                                                   | 43° 52′ 57″ nord, 0° 59′ 19″ est                  | « PA00095706 »                                    | Classé                                            | 1930                                              | Halle de Beaumont-de-Lomagne                                         |
| Hôtel                                                                 | Beaumont-de-Lomagne        | 8 rue Despeyrous                                  | 43° 52′ 56″ nord, 0° 59′ 22″ est                  | « PA82000017 »                                    | Inscrit                                           | 2006                                              | Hôtel                                                                |
| Immeuble                                                              | Beaumont-de-Lomagne        | 1 rue Nationale                                   | 43° 52′ 59″ nord, 0° 59′ 27″ est                  | « PA00095707 »                                    | Inscrit                                           | 1978                                              | Immeuble                                                             |
| Chapelle Saint-Pierre                                                 | Beaupuy                    | Cimetière                                         | 43° 49′ 02″ nord, 1° 07′ 09″ est                  | « PA82000035 »                                    | Inscrit                                           | 2014                                              | Image manquante Téléverser                                           |
| Ferme de Ratelle                                                      | Belvèze                    | Ratelle                                           | 44° 18′ 37″ nord, 1° 04′ 06″ est                  | « PA00135482 »                                    | Inscrit                                           | 1995                                              | Ferme de Ratelle                                                     |
| Château de Bioule                                                     | Bioule                     |                                                   | 44° 05′ 20″ nord, 1° 32′ 20″ est                  | « PA00095708 »                                    | Classé                                            | 1991                                              | Château de Bioule                                                    |
| Église Saint-Pierre d'Ax                                              | Boudou                     |                                                   | 44° 06′ 55″ nord, 0° 59′ 50″ est                  | « PA00095709 »                                    | Inscrit                                           | 1978                                              | Image manquante Téléverser                                           |
| Église Notre-Dame de Bouillac                                         | Bouillac                   |                                                   | 43° 50′ 34″ nord, 1° 07′ 10″ est                  | « PA00095710 »                                    | Inscrit Classé                                    | 1934 1951                                         | Église Notre-Dame de Bouillac                                        |
| Chapelle Saint-Caprais de Bouloc                                      | Bouloc-en-Quercy           | Saint-Caprais                                     | 44° 18′ 08″ nord, 1° 08′ 27″ est                  | « PA00095711 »                                    | Inscrit                                           | 1971                                              | Chapelle Saint-Caprais de Bouloc                                     |
| Pont suspendu de Bourret                                              | Bourret                    | D928E                                             | 43° 57′ 01″ nord, 1° 10′ 20″ est                  | « PA00095920 »                                    | Classé                                            | 1994                                              | Pont suspendu de Bourret                                             |
| Château de Brassac                                                    | Brassac                    |                                                   | 44° 12′ 43″ nord, 0° 58′ 23″ est                  | « PA00095712 »                                    | Inscrit Classé                                    | 1926 1979                                         | Château de Brassac                                                   |
| Église Saint-Georges de Brassac                                       | Brassac                    | Naudusse                                          | 44° 13′ 03″ nord, 0° 58′ 14″ est                  | « PA00095713 »                                    | Inscrit                                           | 1979                                              | Image manquante Téléverser                                           |
| Châteaux de Bruniquel                                                 | Bruniquel                  |                                                   | 44° 03′ 21″ nord, 1° 39′ 58″ est                  | « PA00095714 »                                    | Classé                                            | 1840                                              | Châteaux de Bruniquel                                                |
| Quatre abris sous roche du château de Bruniquel                       | Bruniquel                  |                                                   | 44° 03′ 36″ nord, 1° 39′ 54″ est                  | « PA82000001 »                                    | Inscrit                                           | 1996                                              | Quatre abris sous roche du château de Bruniquel                      |
| Grotte de Bruniquel                                                   | Bruniquel                  |                                                   | 44° 03′ 43″ nord, 1° 40′ 34″ est                  | « PA82000042 »                                    | Inscrit                                           | 2019                                              | Grotte de Bruniquel                                                  |
| Église Saint-Maffre de Bruniquel                                      | Bruniquel                  | Saint-Maffre                                      | 44° 03′ 06″ nord, 1° 38′ 10″ est                  | « PA00095715 »                                    | Inscrit                                           | 1947                                              | Église Saint-Maffre de Bruniquel                                     |
| Forges de Caussanus                                                   | Bruniquel                  | Lieu-dit « Les Forges »                           | 44° 03′ 51″ nord, 1° 40′ 28″ est                  | « PA00095915 »                                    | Inscrit                                           | 1991                                              | Forges de Caussanus                                                  |
| Grotte de Mayrière supérieure                                         | Bruniquel                  | Mayrière                                          | 44° 02′ 23″ nord, 1° 41′ 02″ est                  | « PA00125618 »                                    | Inscrit                                           | 1993                                              | Image manquante Téléverser                                           |
| Maison aux anneaux de fer                                             | Bruniquel                  | Rue Droite de la Peyre                            | 44° 03′ 18″ nord, 1° 39′ 57″ est                  | « PA00095907 »                                    | Inscrit                                           | 1990                                              | Maison aux anneaux de fer                                            |
| Maison Belaygue                                                       | Bruniquel                  | Rue Droite de la Peyre                            | 44° 03′ 19″ nord, 1° 39′ 57″ est                  | « PA00095716 »                                    | Inscrit                                           | 1952                                              | Maison Belaygue                                                      |
| Maison des comtes de Fayrols Maison Payrol                            | Bruniquel                  | Place des Monges                                  | 44° 03′ 22″ nord, 1° 39′ 55″ est                  | « PA00095717 »                                    | Inscrit                                           | 1986                                              | Maison des comtes de FayrolsMaison Payrol                            |
| Maison Le Parlement Maison consulaire                                 | Bruniquel                  | Rue Trotte-Garces                                 | 44° 03′ 20″ nord, 1° 39′ 56″ est                  | « PA00095718 »                                    | Inscrit                                           | 1984                                              | Maison Le ParlementMaison consulaire                                 |
| Château de Cambayrac                                                  | Castanet                   |                                                   | 44° 16′ 16″ nord, 1° 54′ 53″ est                  | « PA82000014 »                                    | Inscrit                                           | 2006                                              | Château de Cambayrac                                                 |
| Château de Castelferrus                                               | Castelferrus               | Place de l'Église                                 | 44° 00′ 39″ nord, 1° 05′ 10″ est                  | « PA00095916 »                                    | Inscrit Classé Inscrit                            | 1991 1995                                         | Château de Castelferrus                                              |
| Site archéologique de Saint-Genes                                     | Castelferrus               |                                                   | 44° 00′ 11″ nord, 1° 06′ 18″ est                  | « PA00095719 »                                    | Classé                                            | 1987                                              | Image manquante Téléverser                                           |
| Église Saint-Maffre de Castelmayran                                   | Castelmayran               | Place de l'église Saint-Maffre                    | 44° 01′ 45″ nord, 1° 02′ 23″ est                  | « PA00095720 »                                    | Inscrit                                           | 1933                                              | Église Saint-Maffre de Castelmayran                                  |
| Église de l'Assomption de Castelsagrat                                | Castelsagrat               | rue Notre-Dame                                    | 44° 11′ 01″ nord, 0° 56′ 50″ est                  | « PA00095721 »                                    | Classé                                            | 1972                                              | Église de l'Assomption de Castelsagrat                               |
| Maisons entourant la place de la Liberté                              | Castelsagrat               | place de la Liberté                               | 44° 11′ 01″ nord, 0° 56′ 48″ est                  | « PA00095722 »                                    | Inscrit                                           | 1951                                              | Maisons entourant la place de la Liberté                             |
| Puits de Castelsagrat                                                 | Castelsagrat               | place de la Liberté                               | 44° 11′ 02″ nord, 0° 56′ 49″ est                  | « PA00095723 »                                    | Inscrit                                           | 1950                                              | Puits de Castelsagrat                                                |
| Église Saint-Sauveur de Castelsarrasin                                | Castelsarrasin             | Place de la Raison                                | 44° 02′ 15″ nord, 1° 06′ 26″ est                  | « PA82000006 »                                    | Inscrit                                           | 2002                                              | Église Saint-Sauveur de Castelsarrasin                               |
| Hôtel Marceillac                                                      | Castelsarrasin             | 54 rue de l'Égalité                               | 44° 02′ 21″ nord, 1° 06′ 30″ est                  | « PA82000015 »                                    | Inscrit                                           | 2006                                              | Hôtel Marceillac                                                     |
| Maison                                                                | Castelsarrasin             | Place de la Liberté                               | 44° 02′ 21″ nord, 1° 06′ 24″ est                  | « PA00095724 »                                    | Inscrit                                           | 1926                                              | Maison                                                               |
| Maison italienne Maison d'Espagne                                     | Castelsarrasin             | Rue du Collège Rue de la Solitude                 | 44° 02′ 15″ nord, 1° 06′ 35″ est                  | « PA00095725 »                                    | Inscrit                                           | 1947                                              | Maison italienneMaison d'Espagne                                     |
| Église Saint-Barthélemy de Castéra-Bouzet                             | Castéra-Bouzet             |                                                   | 43° 59′ 59″ nord, 0° 55′ 10″ est                  | « PA00095727 »                                    | Inscrit                                           | 1979                                              | Église Saint-Barthélemy de Castéra-Bouzet                            |
| Église Notre-Dame-de-l'Assomption de Caussade                         | Caussade                   | place Notre-Dame                                  | 44° 09′ 39″ nord, 1° 32′ 13″ est                  | « PA00095728 »                                    | Classé Inscrit                                    | 1840 2015                                         | Église Notre-Dame-de-l'Assomption de Caussade                        |
| Ferme de Labombardière                                                | Caussade                   | Impasse de la Lombardière                         | 44° 10′ 24″ nord, 1° 31′ 52″ est                  | « PA00095918 »                                    | Inscrit                                           | 1992                                              | Ferme de Labombardière                                               |
| Maison                                                                | Caussade                   | 39 rue de la République                           | 44° 09′ 39″ nord, 1° 32′ 19″ est                  | « PA00095730 »                                    | Inscrit                                           | 1981                                              | Maison                                                               |
| Maison de la Taverne                                                  | Caussade                   | 21, rue de la République                          | 44° 09′ 41″ nord, 1° 32′ 15″ est                  | « PA00095729 »                                    | Classé                                            | 1925                                              | Maison de la Taverne                                                 |
| Temple protestant de Caussade                                         | Caussade                   | 23, rue Clément-Marot                             | 44° 09′ 40″ nord, 1° 32′ 04″ est                  | « PA82000037 »                                    | Inscrit                                           | 2015                                              | Image manquante Téléverser                                           |
| Tour d'Arles                                                          | Caussade                   | Place de l'Église                                 | 44° 09′ 39″ nord, 1° 32′ 11″ est                  | « PA00095731 »                                    | Classé                                            | 1989                                              | Tour d'Arles                                                         |
| Château                                                               | Caylus                     |                                                   | 44° 14′ 06″ nord, 1° 46′ 18″ est                  | « PA82000038 »                                    | Inscrit                                           | 2016                                              | Château                                                              |
| Croix de Caylus                                                       | Caylus                     | Chemin de Caylus à Lassalle                       | 44° 14′ 26″ nord, 1° 43′ 36″ est                  | « PA00095732 »                                    | Inscrit                                           | 1950                                              | Image manquante Téléverser                                           |
| Église Saint-Amans-le-Vieux de Caylus                                 | Caylus                     |                                                   | 44° 13′ 16″ nord, 1° 46′ 22″ est                  | « PA00095733 »                                    | Classé                                            | 1984                                              | Image manquante Téléverser                                           |
| Église Saint-Jean-Baptiste de Caylus                                  | Caylus                     |                                                   | 44° 14′ 09″ nord, 1° 46′ 18″ est                  | « PA00095734 »                                    | Classé                                            | 1910                                              | Église Saint-Jean-Baptiste de Caylus                                 |
| Halle de Caylus                                                       | Caylus                     |                                                   | 44° 14′ 10″ nord, 1° 46′ 10″ est                  | « PA00095735 »                                    | Classé                                            | 1900                                              | Halle de Caylus                                                      |
| Maison des Loups                                                      | Caylus                     |                                                   | 44° 14′ 10″ nord, 1° 46′ 17″ est                  | « PA00095736 »                                    | Classé                                            | 1921                                              | Maison des Loups                                                     |
| Pigeonnier de Lassalle                                                | Caylus                     |                                                   | 44° 14′ 26″ nord, 1° 43′ 36″ est                  | « PA00095772 »                                    | Inscrit                                           | 2009                                              | Image manquante Téléverser                                           |
| Pigeonnier de Racanière                                               | Caylus                     | Deux kilomètres au sud-ouest de Lassalle          | 44° 14′ 11″ nord, 1° 41′ 40″ est                  | « PA82000025 »                                    | Inscrit                                           | 2009                                              | Pigeonnier de Racanière                                              |
| Porte de ville de Caylus                                              | Caylus                     |                                                   | 44° 14′ 09″ nord, 1° 46′ 18″ est                  | « PA00095737 »                                    | Inscrit                                           | 1927                                              | Porte de ville de Caylus                                             |
| Moulin de Bellerive                                                   | Cayrac                     | Bellerive                                         | 44° 06′ 33″ nord, 1° 28′ 55″ est                  | « PA00095908 »                                    | Inscrit                                           | 1989                                              | Moulin de Bellerive                                                  |
| Église Saint-Pierre de Bruyères                                       | Cazes-Mondenard            | Bruyères                                          | 44° 12′ 11″ nord, 1° 11′ 43″ est                  | « PA00095738 »                                    | Inscrit                                           | 1979                                              | Église Saint-Pierre de Bruyères                                      |
| Abbaye de Belleperche                                                 | Cordes-Tolosannes          |                                                   | 43° 59′ 40″ nord, 1° 07′ 35″ est                  | « PA00095739 »                                    | Classé                                            | 2001                                              | Abbaye de Belleperche                                                |
| Moulin à eau de la Théoule                                            | Cordes-Tolosannes          | Théoule                                           | 43° 59′ 28″ nord, 1° 06′ 57″ est                  | « PA00095740 »                                    | Inscrit                                           | 1984                                              | Moulin à eau de la Théoule                                           |
| Château des Fours                                                     | Cumont                     |                                                   | 43° 51′ 18″ nord, 0° 54′ 45″ est                  | « PA00095741 »                                    | Inscrit                                           | 1964                                              | Image manquante Téléverser                                           |
| Maison de Laparre de Saint-Sernin                                     | Dieupentale                | 2 rue Cap-del-Barry                               | 43° 51′ 39″ nord, 1° 16′ 03″ est                  | « PA82000016 »                                    | Inscrit                                           | 2006                                              | Maison de Laparre de Saint-Sernin                                    |
| Église de l'Assomption de Donzac                                      | Donzac                     | Rue du Barri                                      | 44° 06′ 36″ nord, 0° 49′ 11″ est                  | « PA00095742 »                                    | Inscrit                                           | 1925                                              | Église de l'Assomption de Donzac                                     |
| Église Sainte-Madeleine de Dunes                                      | Dunes                      | Rue des Pyrénées                                  | 44° 05′ 10″ nord, 0° 46′ 18″ est                  | « PA00095743 »                                    | Inscrit                                           | 1926                                              | Église Sainte-Madeleine de Dunes                                     |
| Maisons                                                               | Dunes                      | Place de la Mairie                                | 44° 05′ 16″ nord, 0° 46′ 12″ est                  | « PA00095744 »                                    | Inscrit                                           | 1950                                              | Maisons                                                              |
| Château de Cas                                                        | Espinas                    |                                                   | 44° 12′ 01″ nord, 1° 46′ 18″ est                  | « PA00095745 »                                    | Inscrit                                           | 1984                                              | Château de Cas                                                       |
| Église Saint-Martin de Cas                                            | Espinas                    |                                                   | 44° 12′ 01″ nord, 1° 46′ 18″ est                  | « PA82000026 »                                    | Inscrit                                           | 2009                                              | Église Saint-Martin de Cas                                           |
| Grange de Cas                                                         | Espinas                    |                                                   | 44° 12′ 02″ nord, 1° 46′ 20″ est                  | « PA00095746 »                                    | Inscrit                                           | 1984                                              | Grange de Cas                                                        |
| Pigeonnier de Cas                                                     | Espinas                    |                                                   | 44° 12′ 02″ nord, 1° 46′ 20″ est                  | « PA00095747 »                                    | Inscrit                                           | 1980                                              | Pigeonnier de Cas                                                    |
| Château de Féneyrols                                                  | Féneyrols                  |                                                   | 44° 07′ 48″ nord, 1° 49′ 14″ est                  | « PA00095748 »                                    | Inscrit                                           | 1951                                              | Château de Féneyrols                                                 |
| Château de Pérignon                                                   | Finhan                     |                                                   | 43° 54′ 56″ nord, 1° 13′ 23″ est                  | « PA82000007 »                                    | Inscrit                                           | 2002                                              | Image manquante Téléverser                                           |
| Église Saint-Martin de Finhan                                         | Finhan                     |                                                   | 43° 54′ 45″ nord, 1° 13′ 12″ est                  | « PA00095749 »                                    | Classé                                            | 1947                                              | Église Saint-Martin de Finhan                                        |
| Abbaye de Beaulieu                                                    | Ginals                     |                                                   | 44° 12′ 37″ nord, 1° 51′ 13″ est                  | « PA00095750 »                                    | Classé Inscrit                                    | 1875 1942                                         | Abbaye de Beaulieu                                                   |
| Château de Pervinquières                                              | Ginals                     |                                                   | 44° 13′ 47″ nord, 1° 53′ 42″ est                  | « PA00095751 »                                    | Inscrit                                           | 1950                                              | Image manquante Téléverser                                           |
| Château de Goudourville                                               | Goudourville               |                                                   | 44° 06′ 52″ nord, 0° 55′ 31″ est                  | « PA00095752 »                                    | Inscrit                                           | 1974                                              | Château de Goudourville                                              |
| Église Saint-Julien-de-Brioude de Goudourville                        | Goudourville               |                                                   | 44° 06′ 51″ nord, 0° 55′ 42″ est                  | « PA00095753 »                                    | Inscrit                                           | 1927                                              | Église Saint-Julien-de-Brioude de Goudourville                       |
| Château de Gramont                                                    | Gramont                    |                                                   | 43° 56′ 14″ nord, 0° 45′ 58″ est                  | « PA00095754 »                                    | Inscrit Classé                                    | 1947 1973                                         | Château de Gramont                                                   |
| Église Saint-Martin de Grisolles                                      | Grisolles                  |                                                   | 43° 49′ 41″ nord, 1° 17′ 42″ est                  | « PA00095755 »                                    | Inscrit                                           | 1956                                              | Église Saint-Martin de Grisolles                                     |
| Musée Calbet                                                          | Grisolles                  | Rue Jean-de-Comère                                | 43° 49′ 40″ nord, 1° 17′ 41″ est                  | « PA00095756 »                                    | Inscrit                                           | 1956                                              | Musée Calbet                                                         |
| Château de Terrides                                                   | Labourgade                 |                                                   | 43° 57′ 18″ nord, 1° 05′ 15″ est                  | « PA82000043 »                                    | Inscrit                                           | 2019                                              | Château de Terrides                                                  |
| Chapelle Notre-Dame-des-Grâces de Lacapelle-Livron                    | Lacapelle-Livron           |                                                   | 44° 15′ 44″ nord, 1° 46′ 54″ est                  | « PA00095757 »                                    | Classé                                            | 1948                                              | Chapelle Notre-Dame-des-Grâces de Lacapelle-Livron                   |
| Chapelle des Templiers de Lacapelle-Livron                            | Lacapelle-Livron           |                                                   | 44° 16′ 01″ nord, 1° 47′ 06″ est                  | « PA00095758 »                                    | Classé                                            | 1901                                              | Chapelle des Templiers de Lacapelle-Livron                           |
| Halle de Lacapelle-Livron                                             | Lacapelle-Livron           |                                                   | 44° 16′ 00″ nord, 1° 47′ 04″ est                  | « PA00095759 »                                    | Classé                                            | 1941                                              | Halle de Lacapelle-Livron                                            |
| Pigeonnier des Templiers                                              | Lacapelle-Livron           |                                                   | 44° 16′ 06″ nord, 1° 47′ 10″ est                  | « PA00095761 »                                    | Inscrit                                           | 1971                                              | Pigeonnier des Templiers                                             |
| Église Saint-Pierre de Lachapelle                                     | Lachapelle                 |                                                   | 43° 59′ 09″ nord, 0° 50′ 34″ est                  | « PA00095762 »                                    | Classé                                            | 1975                                              | Église Saint-Pierre de Lachapelle                                    |
| Chapelle Saint-Julien-de-la-Motte                                     | Lacour                     |                                                   | 44° 16′ 13″ nord, 0° 58′ 17″ est                  | « PA00095763 »                                    | Inscrit                                           | 1971                                              | Chapelle Saint-Julien-de-la-Motte                                    |
| Église Notre-Dame de Lacour église, cimetière                         | Lacour                     |                                                   | 44° 17′ 28″ nord, 0° 56′ 44″ est                  | « PA00095764 »                                    | Classé                                            | 1932 1941                                         | Église Notre-Dame de Lacouréglise, cimetière                         |
| Église Saint-Étienne de Castanède                                     | Lacour                     | Saint-Étienne                                     | 44° 17′ 02″ nord, 0° 59′ 29″ est                  | « PA00095765 »                                    | Inscrit                                           | 1971                                              | Église Saint-Étienne de Castanède                                    |
| Château de Verlhaget                                                  | Lacourt-Saint-Pierre       |                                                   | 43° 59′ 17″ nord, 1° 18′ 08″ est                  | « PA00095766 »                                    | Inscrit                                           | 1979                                              | Image manquante Téléverser                                           |
| Abbaye de Francour                                                    | Lafrançaise                | Francour                                          | 44° 09′ 17″ nord, 1° 15′ 18″ est                  | « PA00095768 »                                    | Inscrit Classé                                    | 1989 1991                                         | Image manquante Téléverser                                           |
| Église Notre-Dame de Lapeyrouse                                       | Lafrançaise                | Lapeyrouse                                        | 44° 08′ 14″ nord, 1° 13′ 33″ est                  | « PA00095921 »                                    | Inscrit                                           | 1992                                              | Église Notre-Dame de Lapeyrouse                                      |
| Église Saint-Saturnin de Rouzet                                       | Lafrançaise                | La Croix-Blanche                                  | 44° 09′ 28″ nord, 1° 16′ 06″ est                  | « PA00095767 »                                    | Inscrit                                           | 1958                                              | Église Saint-Saturnin de Rouzet                                      |
| Église de Puech-Mignon                                                | Laguépie                   | Puech-Mignon                                      | 44° 09′ 37″ nord, 1° 55′ 42″ est                  | « PA82000002 »                                    | Inscrit                                           | 1997                                              | Église de Puech-Mignon                                               |
| Château d'Ardus                                                       | Lamothe-Capdeville         | Rue du moulin                                     | 44° 04′ 30″ nord, 1° 22′ 20″ est                  | « PA00095769 »                                    | Classé                                            | 1971                                              | Château d'Ardus                                                      |
| Château de Larrazet                                                   | Larrazet                   |                                                   | 43° 55′ 49″ nord, 1° 04′ 57″ est                  | « PA00095770 »                                    | Classé                                            | 1990                                              | Château de Larrazet                                                  |
| Église Sainte-Marie-Madeleine de Larrazet                             | Larrazet                   |                                                   | 43° 55′ 52″ nord, 1° 04′ 55″ est                  | « PA00095771 »                                    | Classé                                            | 1912                                              | Église Sainte-Marie-Madeleine de Larrazet                            |
| Couvent des Clarisses de Lauzerte Caserne de gendarmerie              | Lauzerte                   | Grand'Rue                                         | 44° 15′ 22″ nord, 1° 08′ 14″ est                  | « PA00095773 »                                    | Classé                                            | 1924                                              | Couvent des Clarisses de LauzerteCaserne de gendarmerie              |
| Église des Carmes de Lauzerte                                         | Lauzerte                   |                                                   | 44° 15′ 19″ nord, 1° 08′ 22″ est                  | « PA00095774 »                                    | Inscrit                                           | 1974                                              | Église des Carmes de Lauzerte                                        |
| Église Saint-Barthélemy de Lauzerte                                   | Lauzerte                   |                                                   | 44° 15′ 26″ nord, 1° 08′ 17″ est                  | « PA00095775 »                                    | Inscrit                                           | 1976                                              | Église Saint-Barthélemy de Lauzerte                                  |
| Église Saint-Sernin-du-Bosc de Lauzerte                               | Lauzerte                   | Saint-Sernin                                      | 44° 14′ 20″ nord, 1° 09′ 53″ est                  | « PA00095776 »                                    | Classé                                            | 1995                                              | Image manquante Téléverser                                           |
| Maison                                                                | Lauzerte                   | Place des Arcades                                 | 44° 15′ 24″ nord, 1° 08′ 17″ est                  | « PA00095777 »                                    | Inscrit                                           | 1978                                              | Maison                                                               |
| Maison Capis ou maison du marchand                                    | Lauzerte                   | Grand'Rue                                         | 44° 15′ 23″ nord, 1° 08′ 16″ est                  | « PA00095778 »                                    | Classé                                            | 1928                                              | Maison Capisou maison du marchand                                    |
| Église Saint-Saturnin de Mansonville                                  | Mansonville                |                                                   | 44° 01′ 02″ nord, 0° 50′ 26″ est                  | « PA00095779 »                                    | Inscrit                                           | 1979                                              | Église Saint-Saturnin de Mansonville                                 |
| Château de Marsac                                                     | Marsac                     |                                                   | 43° 56′ 37″ nord, 0° 49′ 21″ est                  | « PA00095914 »                                    | Inscrit Classé                                    | 1990 1995                                         | Château de Marsac                                                    |
| Pigeonnier de Lamourette                                              | Marsac                     | Lamourette                                        | 43° 56′ 53″ nord, 0° 49′ 27″ est                  | « PA00095780 »                                    | Inscrit                                           | 1979                                              | Image manquante Téléverser                                           |
| Château de Frescati                                                   | Mas-Grenier                | Rue du Château                                    | 43° 53′ 23″ nord, 1° 11′ 53″ est                  | « PA00095781 »                                    | Inscrit                                           | 1988                                              | Image manquante Téléverser                                           |
| Église Saint-Orens de Maubec                                          | Maubec                     |                                                   | 43° 48′ 34″ nord, 0° 54′ 58″ est                  | « PA00095782 »                                    | Inscrit Classé                                    | 1955 1986                                         | Église Saint-Orens de Maubec                                         |
| Abbaye de la Garde-Dieu Pigeonnier                                    | Mirabel                    |                                                   | 44° 10′ 17″ nord, 1° 24′ 58″ est                  | « PA00095783 »                                    | Inscrit                                           | 1950                                              | Image manquante Téléverser                                           |
| Église Notre-Dame-des Misères de Mirabel                              | Mirabel                    |                                                   | 44° 08′ 18″ nord, 1° 26′ 04″ est                  | « PA00095784 »                                    | Inscrit                                           | 1948 1950                                         | Église Notre-Dame-des Misères de Mirabel                             |
| Abbaye Saint-Pierre de Moissac                                        | Moissac                    |                                                   | 44° 06′ 19″ nord, 1° 05′ 04″ est                  | « PA00095785 »                                    | Classé Inscrit Classé                             | 1923 1930 1942 1946 1966 1998                     | Abbaye Saint-Pierre de Moissac                                       |
| Balnéaire antique de Moissac                                          | Moissac                    | Sous l'église Saint-Martin                        | 44° 06′ 06″ nord, 1° 04′ 31″ est                  |                                                   | Inscrit                                           | 2014                                              | Image manquante Téléverser                                           |
| Collège des Doctrinaires                                              | Moissac                    | 12 boulevard Lakanal                              | 44° 06′ 10″ nord, 1° 04′ 56″ est                  | « PA00095786 »                                    | Inscrit Classé                                    | 1945 1971                                         | Collège des Doctrinaires                                             |
| Église Saint-Martin de Moissac                                        | Moissac                    |                                                   | 44° 06′ 06″ nord, 1° 04′ 31″ est                  | « PA00095787 »                                    | Classé                                            | 1922 1953                                         | Église Saint-Martin de Moissac                                       |
| Église Saint-Pierre de Moissac église, cloître                        | Moissac                    |                                                   | 44° 06′ 19″ nord, 1° 05′ 04″ est                  | « PA00095788 »                                    | Classé                                            | 1846                                              | Église Saint-Pierre de Moissacéglise, cloître                        |
| Fontaine des Vingt-Quatre-Échelons                                    | Moissac                    | Côte de Landerose                                 | 44° 06′ 32″ nord, 1° 05′ 22″ est                  | « PA00095789 »                                    | Inscrit                                           | 1946                                              | Fontaine des Vingt-Quatre-Échelons                                   |
| Hôtel de l'Ange et de la Marine                                       | Moissac                    | En amont du pont Napoléon                         | 44° 06′ 01″ nord, 1° 05′ 03″ est                  | « PA00095791 »                                    | Inscrit                                           | 1947                                              | Hôtel de l'Ange et de la Marine                                      |
| Métairie du Castanet                                                  | Moissac                    | Chemin de Saint-Nicolas-de-la-Grave               | 44° 05′ 43″ nord, 1° 03′ 58″ est                  | « PA00095792 »                                    | Inscrit                                           | 1947                                              | Image manquante Téléverser                                           |
| Pigeonnier de Milliole                                                | Moissac                    | Chemin de Saint-Nicolas-de-la-Grave               | 44° 05′ 30″ nord, 1° 03′ 42″ est                  | « PA00095793 »                                    | Inscrit                                           | 1947                                              | Pigeonnier de Milliole                                               |
| Pont-canal du Cacor                                                   | Moissac                    |                                                   | 44° 05′ 29″ nord, 1° 06′ 08″ est                  | « PA82000003 »                                    | Inscrit                                           | 1997                                              | Pont-canal du Cacor                                                  |
| Uvarium de Moissac                                                    | Moissac                    |                                                   | 44° 05′ 59″ nord, 1° 05′ 22″ est                  |                                                   | Inscrit                                           | 2020                                              | Image manquante Téléverser                                           |
| Église Saint-Nazaire de Molières                                      | Molières                   | Lieu-dit Saint-Nazaire                            | 44° 12′ 39″ nord, 1° 25′ 51″ est                  | « PA00095794 »                                    | Inscrit                                           | 1979                                              | Image manquante Téléverser                                           |
| Église Saint-Sulpice-de-Bourges de Montagudet                         | Montagudet                 |                                                   | 44° 14′ 38″ nord, 1° 05′ 35″ est                  | « PA00095795 »                                    | Inscrit                                           | 1972                                              | Église Saint-Sulpice-de-Bourges de Montagudet                        |
| Église Notre-Dame de Gouts                                            | Montaigu-de-Quercy         | Gouts                                             | 44° 21′ 26″ nord, 1° 00′ 25″ est                  | « PA00095796 »                                    | Inscrit                                           | 1988                                              | Église Notre-Dame de Gouts                                           |
| Église Saint-Pierre de Pervillac                                      | Montaigu-de-Quercy         | Pervillac                                         | 44° 20′ 43″ nord, 1° 03′ 50″ est                  | « PA00095797 »                                    | Inscrit                                           | 1979                                              | Église Saint-Pierre de Pervillac                                     |
| Gare de Borredon                                                      | Montalzat                  | Borredon                                          | 44° 12′ 15″ nord, 1° 33′ 01″ est                  | « PA82000029 »                                    | Inscrit                                           | 2011                                              | Gare de Borredon                                                     |
|                                                                       | Montauban                  | Voir liste des monuments historiques de Montauban | Voir liste des monuments historiques de Montauban | Voir liste des monuments historiques de Montauban | Voir liste des monuments historiques de Montauban | Voir liste des monuments historiques de Montauban | Voir liste des monuments historiques de Montauban                    |
| Église Notre-Dame-de-la-Visitation de Montech                         | Montech                    | Rue de l'Église                                   | 43° 57′ 25″ nord, 1° 13′ 51″ est                  | « PA00095836 »                                    | Classé                                            | 1910                                              | Église Notre-Dame-de-la-Visitation de Montech                        |
| Pigeonnier de Saint-Cry                                               | Montech                    | Saint-Cry                                         | 43° 56′ 22″ nord, 1° 12′ 45″ est                  | « PA00095837 »                                    | Inscrit                                           | 1979                                              | Pigeonnier de Saint-Cry                                              |
| Collégiale Saint-Martin de Montpezat-de-Quercy                        | Montpezat-de-Quercy        |                                                   | 44° 14′ 12″ nord, 1° 28′ 46″ est                  | « PA00095838 »                                    | Classé                                            | 1840                                              | Collégiale Saint-Martin de Montpezat-de-Quercy                       |
| Couvent des Ursulines de Montpezat-de-Quercy                          | Montpezat-de-Quercy        |                                                   | 44° 14′ 20″ nord, 1° 28′ 42″ est                  | « PA00095839 »                                    | Inscrit                                           | 1977                                              | Couvent des Ursulines de Montpezat-de-Quercy                         |
| Église Notre-Dame de Saux                                             | Montpezat-de-Quercy        |                                                   | 44° 15′ 42″ nord, 1° 27′ 20″ est                  | « PA00095841 »                                    | Classé                                            | 1949                                              | Église Notre-Dame de Saux                                            |
| Église Saint-Julien de Pilou                                          | Montpezat-de-Quercy        |                                                   | 44° 15′ 42″ nord, 1° 30′ 12″ est                  | « PA00095840 »                                    | Inscrit                                           | 1978                                              | Église Saint-Julien de Pilou                                         |
| Maisons adossées à la collégiale Saint-Martin de Montpezat-de-Quercy  | Montpezat-de-Quercy        | rue du collège                                    | 44° 14′ 12″ nord, 1° 28′ 48″ est                  | « PA00095838 »                                    | Inscrit                                           | 1956                                              | Maisons adossées à la collégiale Saint-Martin de Montpezat-de-Quercy |
| Manoir de la Borde des Prés                                           | Montpezat-de-Quercy        |                                                   | 44° 16′ 18″ nord, 1° 28′ 13″ est                  | « PA00095842 »                                    | Inscrit                                           | 1978                                              | Image manquante Téléverser                                           |
| Porte de ville                                                        | Montpezat-de-Quercy        | Rue de la République                              | 44° 14′ 18″ nord, 1° 28′ 34″ est                  | « PA00095843 »                                    | Classé                                            | 1964                                              | Porte de ville                                                       |
| Château de Montricoux                                                 | Montricoux                 |                                                   | 44° 04′ 36″ nord, 1° 37′ 13″ est                  | « PA00095844 »                                    | Inscrit                                           | 1927                                              | Château de Montricoux                                                |
| Église Saint-Pierre de Montricoux                                     | Montricoux                 |                                                   | 44° 04′ 32″ nord, 1° 37′ 06″ est                  | « PA00095845 »                                    | Classé                                            | 1914                                              | Église Saint-Pierre de Montricoux                                    |
| Château de Longues-Aygues                                             | Nègrepelisse               |                                                   | 44° 03′ 47″ nord, 1° 31′ 57″ est                  | « PA82000044 »                                    | Inscrit                                           | 2019                                              | Image manquante Téléverser                                           |
| Château de Nègrepelisse                                               | Nègrepelisse               |                                                   | 44° 04′ 37″ nord, 1° 31′ 25″ est                  | « PA00095910 »                                    | Inscrit                                           | 1989                                              | Château de Nègrepelisse                                              |
| Église Saint-Pierre-ès-Liens de Nègrepelisse                          | Nègrepelisse               |                                                   | 44° 04′ 32″ nord, 1° 31′ 21″ est                  | « PA82000008 »                                    | Classé                                            | 2009                                              | Église Saint-Pierre-ès-Liens de Nègrepelisse                         |
| Temple protestant de Nègrepelisse                                     | Nègrepelisse               |                                                   | 44° 04′ 32″ nord, 1° 31′ 15″ est                  | « PA00095913 »                                    | Classé                                            | 1994                                              | Temple protestant de Nègrepelisse                                    |
| Église Saint-Saturnin de Nohic                                        | Nohic                      | Chemin de Panessac                                | 43° 53′ 34″ nord, 1° 26′ 13″ est                  | « PA00095847 »                                    | Classé                                            | 1913                                              | Église Saint-Saturnin de Nohic                                       |
| Château de Labro                                                      | Parisot                    |                                                   | 44° 15′ 14″ nord, 1° 52′ 00″ est                  | « PA00095848 »                                    | Inscrit                                           | 1987                                              | Château de Labro                                                     |
| Château de Cornusson                                                  | Parisot                    | Cornusson                                         | 44° 13′ 54″ nord, 1° 50′ 41″ est                  | « PA82000034 »                                    | Inscrit                                           | 2012                                              | Château de Cornusson                                                 |
| Église de Teysseroles                                                 | Parisot                    |                                                   | 44° 15′ 20″ nord, 1° 50′ 20″ est                  | « PA00095849 »                                    | Inscrit                                           | 1978                                              | Église de Teysseroles                                                |
| Château Saint-Roch                                                    | Le Pin                     |                                                   | 44° 02′ 15″ nord, 0° 57′ 59″ est                  | « PA00095850 »                                    | Classé Inscrit                                    | 1988 1993                                         | Château Saint-Roch                                                   |
| Château de Piquecos                                                   | Piquecos                   |                                                   | 44° 06′ 06″ nord, 1° 18′ 57″ est                  | « PA00095851 »                                    | Inscrit Classé                                    | 1945 1951                                         | Château de Piquecos                                                  |
| Église Saint-Félix de Piquecos                                        | Piquecos                   |                                                   | 44° 05′ 53″ nord, 1° 19′ 08″ est                  | « PA00095917 »                                    | Inscrit                                           | 1991                                              | Église Saint-Félix de Piquecos                                       |
| Église Saint-Denis de Pommevic                                        | Pommevic                   |                                                   | 44° 05′ 59″ nord, 0° 55′ 56″ est                  | « PA00095852 »                                    | Classé                                            | 1979                                              | Église Saint-Denis de Pommevic                                       |
| Pigeonnier de Roques                                                  | Pommevic                   | Roques                                            | 44° 05′ 14″ nord, 0° 55′ 41″ est                  | « PA82000027 »                                    | Inscrit                                           | 2010                                              | Pigeonnier de Roques                                                 |
| Château des marquis de Pompignan                                      | Pompignan                  |                                                   | 43° 49′ 01″ nord, 1° 18′ 47″ est                  | « PA00095853 »                                    | Inscrit                                           | 1951                                              | Château des marquis de Pompignan                                     |
| Chapelle Saint-Symphorien de Puylaroque                               | Puylaroque                 |                                                   | 44° 13′ 57″ nord, 1° 40′ 51″ est                  | « PA00095854 »                                    | Inscrit                                           | 1948                                              | Chapelle Saint-Symphorien de Puylaroque                              |
| Église Saint-Jacques de Puylaroque                                    | Puylaroque                 |                                                   | 44° 15′ 00″ nord, 1° 36′ 37″ est                  | « PA00095855 »                                    | Inscrit                                           | 1927                                              | Église Saint-Jacques de Puylaroque                                   |
| Presbytère de Saint-Symphorien                                        | Puylaroque                 |                                                   | 44° 13′ 57″ nord, 1° 40′ 51″ est                  | « PA00095854 »                                    | Inscrit                                           | 1948                                              | Image manquante Téléverser                                           |
| Château de Lastours                                                   | Réalville                  |                                                   | 44° 08′ 05″ nord, 1° 28′ 49″ est                  | « PA00095856 »                                    | Inscrit                                           | 1983                                              | Image manquante Téléverser                                           |
| Château de Granès                                                     | Réalville                  |                                                   | 44° 08′ 32″ nord, 1° 28′ 39″ est                  | « PA82000033 »                                    | Inscrit                                           | 2012                                              | Image manquante Téléverser                                           |
| Domaine de Contines de Las Barros                                     | Réalville                  | Route de Paris                                    | 44° 08′ 06″ nord, 1° 29′ 57″ est                  | « PA82000010 »                                    | Inscrit                                           | 2004                                              | Image manquante Téléverser                                           |
| Pigeonnier de Réalville                                               | Réalville                  |                                                   | 44° 06′ 33″ nord, 1° 30′ 24″ est                  | « PA00095857 »                                    | Inscrit                                           | 1988                                              | Image manquante Téléverser                                           |
| Place des Arcades Ancienne place Nationale et place Royale            | Réalville                  |                                                   | 44° 06′ 50″ nord, 1° 28′ 45″ est                  | « PA00095858 »                                    | Inscrit                                           | 1948                                              | Place des ArcadesAncienne place Nationale et place Royale            |
| Château de Reyniès                                                    | Reyniès                    | Allée du château                                  | 43° 54′ 57″ nord, 1° 23′ 43″ est                  | « PA00095859 »                                    | Inscrit                                           | 1974                                              | Château de Reyniès                                                   |
| Chapelle du Claux                                                     | Roquecor                   | Le Claux                                          | 44° 18′ 42″ nord, 0° 56′ 56″ est                  | « PA00095860 »                                    | Inscrit                                           | 1971                                              | Chapelle du Claux                                                    |
| Chapelle de Saint-Julien-de-Couyssels                                 | Roquecor                   | Saint-Julien                                      | 44° 19′ 48″ nord, 0° 57′ 20″ est                  | « PA00095861 »                                    | Inscrit                                           | 1972                                              | Chapelle de Saint-Julien-de-Couyssels                                |
| Château de Couyssels                                                  | Roquecor                   | Couyssels                                         | 44° 20′ 08″ nord, 0° 57′ 15″ est                  | « PA00095862 »                                    | Inscrit                                           | 1971                                              | Château de Couyssels                                                 |
| Église Saint-Jean-Baptiste de Saint-Aignan                            | Saint-Aignan               |                                                   | 44° 01′ 04″ nord, 1° 04′ 36″ est                  | « PA00095863 »                                    | Inscrit                                           | 1979                                              | Église Saint-Jean-Baptiste de Saint-Aignan                           |
| Église Saint-Jean-Baptiste de Saint-Amans-du-Pech                     | Saint-Amans-du-Pech        |                                                   | 44° 19′ 01″ nord, 0° 53′ 18″ est                  | « PA00095864 »                                    | Inscrit                                           | 1979                                              | Église Saint-Jean-Baptiste de Saint-Amans-du-Pech                    |
| Logis de Lagarde                                                      | Saint-Amans-de-Pellagal    | Lagarde-en-Calvère                                | 44° 13′ 25″ nord, 1° 07′ 30″ est                  | « PA00095865 »                                    | Inscrit                                           | 1980                                              | Image manquante Téléverser                                           |
| Caserne des Anglais                                                   | Saint-Antonin-Noble-Val    | Rue Guilhem-Peyré                                 | 44° 09′ 06″ nord, 1° 45′ 22″ est                  | « PA00095866 »                                    | Inscrit                                           | 1978                                              | Caserne des Anglais                                                  |
| Croix du Marché                                                       | Saint-Antonin-Noble-Val    | Place de la Halle                                 | 44° 09′ 06″ nord, 1° 45′ 24″ est                  | « PA00095867 »                                    | Inscrit                                           | 1926                                              | Croix du Marché                                                      |
| Gisement préhistorique de Fontalès                                    | Saint-Antonin-Noble-Val    | Fontalès Roudanezo CD115                          | 44° 08′ 55″ nord, 1° 44′ 42″ est                  | « PA00095868 »                                    | Classé                                            | 1970                                              | Gisement préhistorique de Fontalès                                   |
| Hôtel de ville de Saint-Antonin-Noble-Val                             | Saint-Antonin-Noble-Val    | Place de la Halle                                 | 44° 09′ 07″ nord, 1° 45′ 24″ est                  | « PA00095869 »                                    | Classé                                            | 1846                                              | Hôtel de ville de Saint-Antonin-Noble-Val                            |
| Maison                                                                | Saint-Antonin-Noble-Val    | Rue des Grandes-Boucheries                        | 44° 09′ 03″ nord, 1° 45′ 17″ est                  | « PA00095874 »                                    | Inscrit                                           | 1925                                              | Maison                                                               |
| Maison                                                                | Saint-Antonin-Noble-Val    | 14 rue Guilhem Peyre                              | 44° 09′ 06″ nord, 1° 45′ 21″ est                  | « PA82000040 »                                    | Inscrit                                           | 6 août 2018                                       | Maison                                                               |
| Maison                                                                | Saint-Antonin-Noble-Val    | 16 rue Guilhem Peyre                              | 44° 09′ 06″ nord, 1° 45′ 20″ est                  | « PA82000041 »                                    | Inscrit                                           | 6 août 2018                                       | Maison                                                               |
| Maison de l'Amour                                                     | Saint-Antonin-Noble-Val    | rue Droite                                        | 44° 09′ 09″ nord, 1° 45′ 20″ est                  | « PA00095871 »                                    | Classé                                            | 1923                                              | Maison de l'Amour                                                    |
| Maison de l'Ave-Maria                                                 | Saint-Antonin-Noble-Val    | Rue del pebré                                     | 44° 09′ 02″ nord, 1° 45′ 26″ est                  | « PA00095872 »                                    | Inscrit                                           | 1926                                              | Maison de l'Ave-Maria                                                |
| Maison Leris ou maison Bromet                                         | Saint-Antonin-Noble-Val    | Place de la Halle                                 | 44° 09′ 06″ nord, 1° 45′ 24″ est                  | « PA00095873 »                                    | Inscrit                                           | 1926 1948                                         | Maison Lerisou maison Bromet                                         |
| Maison Le Maréchal                                                    | Saint-Antonin-Noble-Val    | Rue Cayssac 1re maison                            | 44° 09′ 07″ nord, 1° 45′ 23″ est                  | « PA00095919 »                                    | Classé                                            | 1996                                              | Maison Le Maréchal                                                   |
| Maison Muratet                                                        | Saint-Antonin-Noble-Val    | Place de la Halle                                 | 44° 09′ 07″ nord, 1° 45′ 24″ est                  | « PA00095870 »                                    | Classé                                            | 1989                                              | Maison Muratet                                                       |
| Moulin à huile de noix de Saint-Antonin-Noble-Val                     | Saint-Antonin-Noble-Val    | Place du Bessarel                                 | 44° 09′ 06″ nord, 1° 45′ 17″ est                  | « PA00095876 »                                    | Classé                                            | 1990                                              | Image manquante Téléverser                                           |
| Prieuré de Costejean                                                  | Saint-Antonin-Noble-Val    | Costejean                                         | 44° 10′ 17″ nord, 1° 44′ 41″ est                  | « PA00095877 »                                    | Inscrit                                           | 1988                                              | Prieuré de Costejean                                                 |
| Église Saint-Cyr-et-Sainte-Juliette de Saint-Cirice                   | Saint-Cirice               |                                                   | 44° 03′ 00″ nord, 0° 50′ 51″ est                  | « PA00095878 »                                    | Inscrit                                           | 1984                                              | Église Saint-Cyr-et-Sainte-Juliette de Saint-Cirice                  |
| Château de la Barathie                                                | Sainte-Juliette            | La Barathie                                       | 44° 17′ 38″ nord, 1° 08′ 44″ est                  | « PA00095880 »                                    | Inscrit                                           | 1971                                              | Château de la Barathie                                               |
| Église Saint-Jean de Saint-Jean-du-Bouzet                             | Saint-Jean-du-Bouzet       |                                                   | 43° 59′ 22″ nord, 0° 52′ 28″ est                  | « PA00095879 »                                    | Inscrit                                           | 1979                                              | Église Saint-Jean de Saint-Jean-du-Bouzet                            |
| Château de Candes                                                     | Saint-Michel               | Candes                                            | 44° 03′ 30″ nord, 0° 55′ 43″ est                  | « PA82000004 »                                    | Inscrit                                           | 1997                                              | Image manquante Téléverser                                           |
| Église Saint-Nazaire de Saint-Nazaire-de-Valentane                    | Saint-Nazaire-de-Valentane |                                                   | 44° 13′ 29″ nord, 1° 00′ 46″ est                  | « PA00095881 »                                    | Inscrit                                           | 1979                                              | Église Saint-Nazaire de Saint-Nazaire-de-Valentane                   |
| Château de Richard Cœur de Lion Mairie                                | Saint-Nicolas-de-la-Grave  | Rue du Château                                    | 44° 03′ 52″ nord, 1° 01′ 25″ est                  | « PA00095882 »                                    | Inscrit                                           | 1978                                              | Château de Richard Cœur de LionMairie                                |
| Église du Moutet                                                      | Saint-Nicolas-de-la-Grave  | Le Moutet                                         | 44° 02′ 57″ nord, 1° 00′ 58″ est                  | « PA00095883 »                                    | Inscrit                                           | 1978                                              | Église du Moutet                                                     |
| Maison natale du chevalier de Lamothe-Cadillac Musée Lamothe-Cadillac | Saint-Nicolas-de-la-Grave  | Rue Lamothe-Cadillac                              | 44° 03′ 51″ nord, 1° 01′ 18″ est                  | « PA00095884 »                                    | Inscrit                                           | 1973                                              | Maison natale du chevalier de Lamothe-CadillacMusée Lamothe-Cadillac |
| Église Saint-Jean de Cornac                                           | Saint-Paul-d'Espis         | Saint-Jean-de-Cornac                              | 44° 08′ 46″ nord, 1° 00′ 18″ est                  | « PA00095885 »                                    | Inscrit                                           | 1979                                              | Église Saint-Jean de Cornac                                          |
| Église Saint-Clair de Saint-Porquier                                  | Saint-Porquier             |                                                   | 44° 00′ 16″ nord, 1° 10′ 40″ est                  | « PA00095886 »                                    | Inscrit                                           | 1978                                              | Église Saint-Clair de Saint-Porquier                                 |
| Église Saint-Sardos de Saint-Sardos                                   | Saint-Sardos               | Place de l'Église                                 | 43° 54′ 02″ nord, 1° 08′ 07″ est                  | « PA00095887 »                                    | Classé                                            | 1921                                              | Église Saint-Sardos de Saint-Sardos                                  |
| Maison Renaissance                                                    | Saint-Sardos               |                                                   | 43° 53′ 58″ nord, 1° 08′ 01″ est                  | « PA00095888 »                                    | Inscrit                                           | 1926                                              | Image manquante Téléverser                                           |
| Église Saint-Vincent de Saint-Vincent-Lespinasse                      | Saint-Vincent-Lespinasse   |                                                   | 44° 07′ 05″ nord, 0° 57′ 14″ est                  | « PA00095889 »                                    | Inscrit                                           | 1978                                              | Église Saint-Vincent de Saint-Vincent-Lespinasse                     |
| Château de Savenès                                                    | Savenès                    |                                                   | 43° 50′ 01″ nord, 1° 12′ 04″ est                  | « PA00095890 »                                    | Inscrit Classé                                    | 1988 1992                                         | Château de Savenès                                                   |
| Église de l'Assomption de Savenès                                     | Savenès                    |                                                   | 43° 50′ 06″ nord, 1° 11′ 42″ est                  | « PA00095891 »                                    | Inscrit                                           | 1934                                              | Image manquante Téléverser                                           |
| Cimetière des Espagnols du Camp de Judes                              | Septfonds                  | Près de Clavel                                    | 44° 09′ 32″ nord, 1° 37′ 07″ est                  | « PA82000031 »                                    | Inscrit                                           | 2011                                              | Cimetière des Espagnols du Camp de Judes                             |
| Dolmen de Combal                                                      | Septfonds                  | Combal                                            | 44° 10′ 39″ nord, 1° 35′ 54″ est                  | « PA00095892 »                                    | Classé                                            | 1889                                              | Dolmen de Combal                                                     |
| Mémorial du Camp de Judes                                             | Septfonds                  | À côté de l'église de La Lande                    | 44° 11′ 42″ nord, 1° 37′ 06″ est                  | « PA82000030 »                                    | Inscrit                                           | 2011                                              | Mémorial du Camp de Judes                                            |
| Château de Moissaguel                                                 | Touffailles                | Moissaguel                                        | 44° 16′ 47″ nord, 0° 59′ 55″ est                  | « PA00095893 »                                    | Inscrit                                           | 1982                                              | Image manquante Téléverser                                           |
| Église Saint-Christophe de Touffailles                                | Touffailles                |                                                   | 44° 16′ 16″ nord, 1° 02′ 52″ est                  | « PA00095911 »                                    | Classé                                            | 1991                                              | Église Saint-Christophe de Touffailles                               |
| Maison forte de Quissac                                               | Valeilles                  | Quissac-Bas                                       | 44° 21′ 05″ nord, 0° 55′ 30″ est                  | « PA00095894 »                                    | Inscrit                                           | 1979                                              | Image manquante Téléverser                                           |
| Château de Castels                                                    | Valence                    | Castels                                           | 44° 08′ 02″ nord, 0° 53′ 20″ est                  | « PA00095895 »                                    | Inscrit                                           | 1987                                              | Image manquante Téléverser                                           |
| Lavoirs de Valence                                                    | Valence                    | Rue Saint-Bernard Allée des Fontaines             | 44° 06′ 20″ nord, 0° 53′ 36″ est                  | « PA00095896 »                                    | Inscrit                                           | 1977                                              | Lavoirs de Valence                                                   |
| Monument aux morts de Valence                                         | Valence                    | Place Jean-Baptiste Chaumeil                      | 44° 06′ 33″ nord, 0° 53′ 29″ est                  | « PA82000039 »                                    | Inscrit                                           | 18 octobre 2018                                   | Monument aux morts de Valence                                        |
| Château de Belpech                                                    | Varen                      |                                                   | 44° 09′ 57″ nord, 1° 55′ 04″ est                  | « PA00095897 »                                    | Inscrit                                           | 1944                                              | Château de Belpech                                                   |
| Doyenné de Varen ou château Mairie                                    | Varen                      |                                                   | 44° 09′ 27″ nord, 1° 53′ 37″ est                  | « PA00095898 »                                    | Classé                                            | 1926                                              | Doyenné de Varen ou châteauMairie                                    |
| Église Saint-Pierre de Varen                                          | Varen                      |                                                   | 44° 09′ 28″ nord, 1° 53′ 37″ est                  | « PA00095899 »                                    | Classé                                            | 1846                                              | Église Saint-Pierre de Varen                                         |
| Gare de Lexos                                                         | Varen                      | Lexos R.D. 958                                    | 44° 08′ 33″ nord, 1° 53′ 06″ est                  | « PA82000023 »                                    | Inscrit                                           | 2007                                              | Gare de Lexos                                                        |
| Maison de la Vigerie                                                  | Varen                      |                                                   | 44° 09′ 56″ nord, 1° 54′ 51″ est                  | « PA00095900 »                                    | Inscrit                                           | 1978                                              | Maison de la Vigerie                                                 |
| Porte fortifiée                                                       | Varen                      |                                                   | 44° 09′ 26″ nord, 1° 53′ 38″ est                  | « PA00095901 »                                    | Classé                                            | 1925                                              | Porte fortifiée                                                      |
| Prieuré de Varen Mairie                                               | Varen                      |                                                   | 44° 09′ 27″ nord, 1° 53′ 37″ est                  | « PA82000005 »                                    | Classé                                            | 1999                                              | Prieuré de VarenMairie                                               |
| Église Saint-Julien de Vazerac                                        | Vazerac                    |                                                   | 44° 11′ 25″ nord, 1° 17′ 08″ est                  | « PA00095902 »                                    | Inscrit                                           | 1978                                              | Église Saint-Julien de Vazerac                                       |
| Église de l'Assomption-et-de-Saint-Michel de Verdun-sur-Garonne       | Verdun-sur-Garonne         |                                                   | 43° 51′ 16″ nord, 1° 14′ 08″ est                  | « PA00095903 »                                    | Classé                                            | 1910                                              | Église de l'Assomption-et-de-Saint-Michel de Verdun-sur-Garonne      |
| Hôtel                                                                 | Verdun-sur-Garonne         | 3 rue de la Ville                                 | 43° 51′ 14″ nord, 1° 14′ 09″ est                  | « PA82000020 »                                    | Inscrit                                           | 2006                                              | Hôtel                                                                |
| Pigeonnier de Borde de Nadesse                                        | Verdun-sur-Garonne         | Borde de Nadesse                                  | 43° 51′ 35″ nord, 1° 12′ 15″ est                  | « PA82000032 »                                    | Inscrit                                           | 2012                                              | Pigeonnier de Borde de Nadesse                                       |
| Tour de l'Horloge                                                     | Verdun-sur-Garonne         |                                                   | 43° 51′ 08″ nord, 1° 13′ 58″ est                  | « PA00095904 »                                    | Inscrit                                           | 1950                                              | Tour de l'Horloge                                                    |
| Château de Villebrumier                                               | Villebrumier               | 315 Route de Montauban                            | 43° 54′ 24″ nord, 1° 27′ 00″ est                  | « PA82000009 »                                    | Inscrit                                           | 2002                                              | Château de Villebrumier                                              |
| Maison                                                                | Villebrumier               | 19 Rue de l'Hôpital                               | 43° 54′ 20″ nord, 1° 27′ 16″ est                  | « PA82000021 »                                    | Inscrit                                           |                                                   | Maison                                                               |
| Église Saints-Fabien-et-Sébastien de Villemade                        | Villemade                  | Place de l'Église                                 | 44° 04′ 33″ nord, 1° 17′ 13″ est                  | « PA00095905 »                                    | Inscrit                                           | 1979                                              | Image manquante Téléverser                                           |
| Pigeonnier de Bellerive                                               | Villemade                  | Bellerive                                         | 44° 05′ 21″ nord, 1° 16′ 15″ est                  | « PA00095906 »                                    | Inscrit                                           | 1978                                              | Pigeonnier de Bellerive                                              |

## Monuments radiés / abrogés
| Monument                                           | Commune                 | Adresse                            | Coordonnées                      | Notice         | Protection     | Date      | Illustration                     |
| -------------------------------------------------- | ----------------------- | ---------------------------------- | -------------------------------- | -------------- | -------------- | --------- | -------------------------------- |
| Atelier de Sarremejane stèle encastrée dans le mur | Castelsarrasin          | Quartier Saint-Louis               | 44° 02′ 09″ nord, 1° 06′ 34″ est | « PA00095726 » | Inscrit Abrogé | 1947 2014 | Image manquante Téléverser       |
| Colombier de l'hippodrome de Castanet              | Moissac                 | Chemin de Saint-Nicolas-e-la-Grave | 44° 05′ 42″ nord, 1° 04′ 00″ est | « PA00095790 » | Inscrit Abrogé | 1947 2014 | Image manquante Téléverser       |
| Maison                                             | Lacapelle-Livron        |                                    | à géolocaliser                   | « PA00095760 » | Inscrit Abrogé | 1926 2014 | Image manquante Téléverser       |
| Maison à pans de bois et briques                   | Montpezat-de-Quercy     | Place de l'Église                  | à géolocaliser                   | « PA82000028 » | Inscrit Radié  | 1942 1945 | Maison à pans de bois et briques |
| Maison Fragment de bas-relief gallo-romain         | Saint-Antonin-Noble-Val | Rue du Pont-des-Vierges            | 44° 09′ 08″ nord, 1° 45′ 20″ est | « PA00095875 » | Inscrit Abrogé | 1927 2014 | Image manquante Téléverser       |